# Fukushi Kōjirō

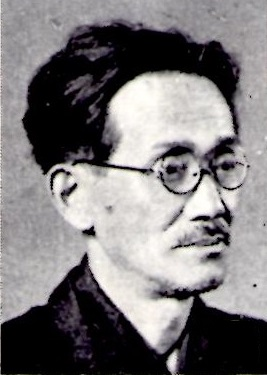
Fukushi Kōjirō

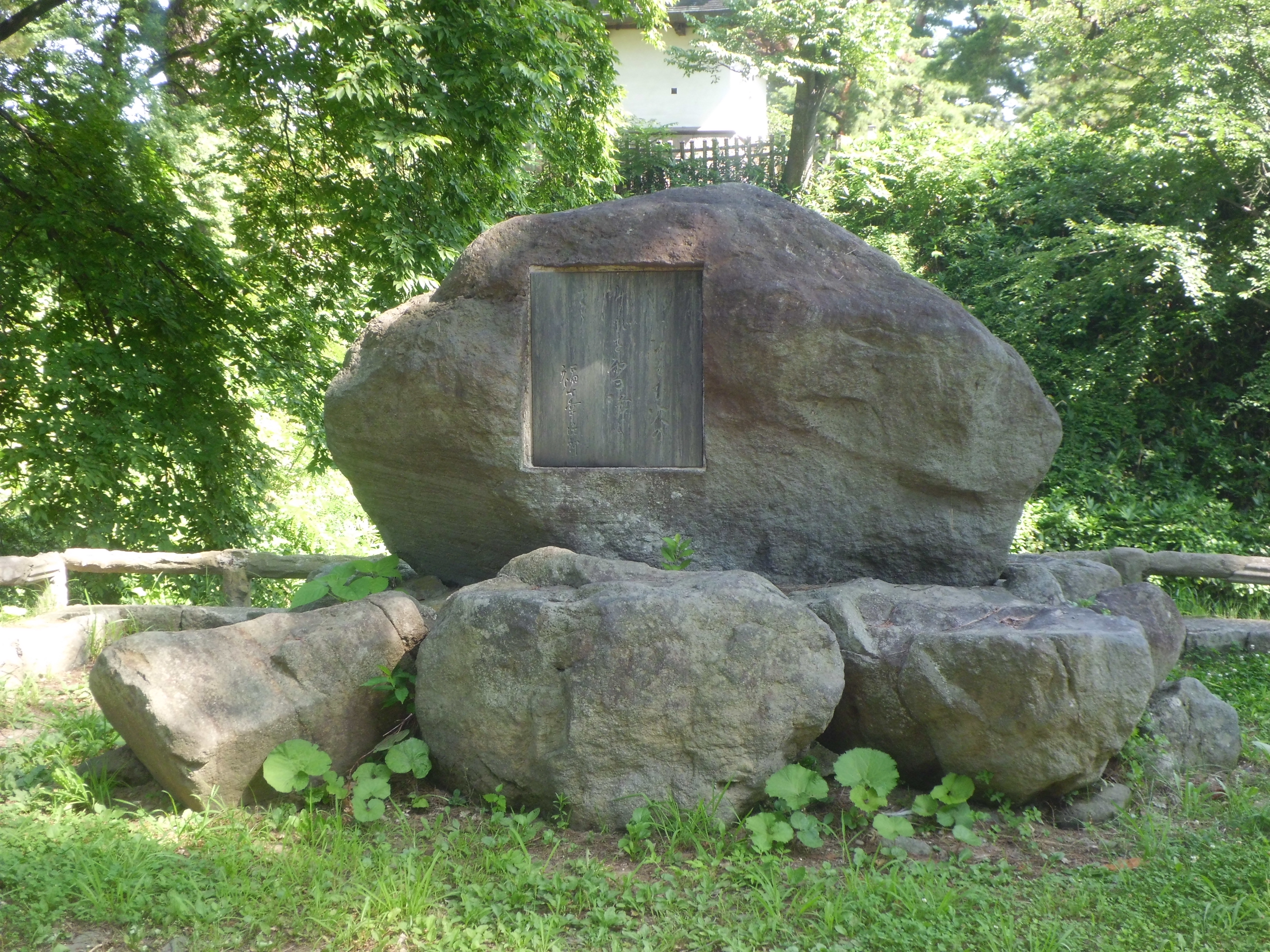
Stein mit einem Gedicht im Hirosaki-Park

Fukushi Kōjirō (japanisch 福士 幸次郎, Go: Kōu (黄雨); geboren 5. November 1889 in Hirosaki (Präfektur Aomori); gestorben 11. Oktober 1946) war ein japanischer Dichter.

## Leben und Wirken
Fukushi Kōjirō absolvierte die Schule „Kokumin eigaku-kai“. Was Dichten anbetraft, so war Satō Kōroku (1874–1949) sein Lehrer. 1909 veröffentlichte er auf Empfehlung von Hitomi Tōmei (人見 東明; 1883–1974) in der 8. Sammelausgabe von „Shizen to inshō“ (自然と印象) – „Natur und Impression“ „Omori“ (錘) – „Gewicht“ und andere Gedichte. Danach schrieb er Beiträge für die literarischen Magazine „Sōsaku“ (創作) „Shin bungei“ (新文芸) oder „Subaru“.
1912 startete Fukushi mit Senge Motomaro und anderen das Magazin „Terrakotta“ (テラコツタ), und 1913 folgte „Seikatsu“ (生活) – „Leben“. In den Gedichtbänden „Taiyō no ko“ (太陽の子) – „Kind der Sonne“ (1914) und „Tembō“ (展望) – „Ausblick“ (1920) besang er in betont schlichter Umgangssprache ein Lied auf ein menschlich gestaltetes Leben. Er verfasste aber auch ausgeprägte Sachliteratur wie  „Nihon onsūritsu-ron“ (日本音数律論) – „Überlegungen zum japanischen Metrum“ (1930), das sich mit der japanischen Reim-Struktur befasst, und „Gen Nihon-kō“ (原日本考) – „Überlegungen zum ursprünglichen Japan“ (1942), in dem er sich in die altjapanische Eisenkultur vertiefte.